# Coppa Italia
Coppa Italia (česky Italský pohár) je italský fotbalový pohár. Turnaj se koná pod jurisdikcí FIGC (Italská fotbalová federace) a je ve skutečnosti uznáván jako „federální pohár“, podobný anglickému FA Cupu.
První ročník turnaje se konal v roce 1922 za účasti 37 klubů. Pak byla dlouhá pauza a v roce 1935 se soutěž rozjela znovu. Další pauza byla v období druhé světové války a po válce (1943–1957). Od roku 1958 soutěž pokračuje nepřetržitě.
Symbol Coppa Italia je coccarda tricolore (Italská trikolora). Klub který vyhraje má možnost si na dres přišít tenhle symbol. Poprvé byl použit v roce 1958. Též od roku 1958 je trofej pro vítěze dnešní podobu.
Nejčastěji tuto soutěž vyhrává Juventus Turín, který získal již čtrnáct trofejí. Soutěž celkem vyhrálo celkem 16 různých klubů. Vítěz soutěže postupuje přímo do Evropské ligy UEFA. Dříve vítězný klub postupoval přímo do Poháru vítězů pohárů. Posledním takto postupujícím byl roku 1999 římský klub SS Lazio. Od roku 1988 se vítěz soutěže utká s mistrem ligy o Supercoppa italiana.

## Historie

### 20. léta
Zrod Italského poháru bylo součástí bouřlivých událostí, které v roce 1921 rozvrátily organizaci italského fotbalu. V tomto roce vedly velké neshody mezi velkými kluby a federací ohledně struktury nejvyšší ligy k odtržení nejdůležitějších klubů v nezávislé lize Italská fotbalová konfederace (CCI).
Fotbalová asociace se rozhodla založit v sezóně 1921/1922 novou soutěž souběžně s ligou, hranou vyřazovacím způsobem. První turnaj se konal 2. dubna 1922. Neatraktivita slabých a většinou neznámých klubů způsobila, že se debutový ročník Italského poháru se těšil jen malému zájmu veřejnosti. Prvním vítězem se stalo provinční Vado, které ve finále porazilo Udinese. Další ročník se konal až o čtyři roky později, v sezóně 1926/1927. Turnaj byl po několika kolech přerušen pro nedostatek volných termínů.

### 30. léta
Teprve v roce 1935, po redukci nejvyšší soutěže na 16 týmů a následnému většímu prostoru v kalendáři, pokračoval domácí pohár stabilně a nepřetržitě. Byl vytvořen po vzoru Anglického poháru. Všechny zápasy se hrály v jednom dni na hřišti určeném losem a v případě nerozhodného výsledku následovalo prodloužení a případný opakovaný zápas. Do soutěže měly přístup všechny kluby Serie A, Serie B a Serie C. Vítěz poháru získal v následujícím roce právo účast ve Středoevropském poháru.
Prvním vítězem obnoveného turnaje se stal Turín, který porazil Alessandrii. Poté vyhrál i Janov, Fiorentina, Ambrosiana-Inter a Juventus, který v sezoně 1937/38 porazil ve finále městského rivala Turín.

### 40. léta
Velkou senzaci vyvolal vítěz ze sezony 1940/41 Benátky. K vítězství táhli hlavně mladí talentovaní hráči italského fotbalu: Ezio Loik a Valentino Mazzola. Právě tito dva se v následujících letech objevili mezi oporami Grande Torino, které uzavřelo sérii v sezóně 1942-1943 také vítězstvím v lize, čímž se stalo prvním týmem, který vyhrál obě národní trofeje současně. Mezitím v předchozí sezoně vyhrál již podruhé městský rival Juventus.
Sezona 1943/44 nezačala kvůli událostem Druhé světové války a další ročník se odehrál až za 15 let v roce 1958.

### 50. léta
Prvním vítězem po 15 letech se stalo Lazio, které v ročníku 1958 porazilo ve finále Fiorentinu. Tento ročník začal v červnu, protože fotbalová reprezentace se neprobojovala na MS 1958. Turnaj skončil v listopadu, když už byla odstartována nová sezona tohoto poháru.
Tradiční tříbarevnou kokardu, symbol vítězství z tohoto turnaje, získalo poprvé Lazio. Další vítěz Juventus, který dosáhl prvního double ve své historii, získal dodnes používanou trofej Coppa Italia, zlatá a zdobená na základně trikolorními smalty v barvách národní vlajky.

### 60. léta
V tomto období získalo nejvíce prvenství Fiorentina a Řím (dvě vítězství). Překvapivé vítězství zaznamenala Atalanta v sezoně 1962/63 a také tehdy druholigové Neapole v sezoně 1961/62. Od sezony 1967/68 o vítězi rozhodla finálová skupina se čtyřmi kluby hraná systémem každý s každým.

### 70. léta
Aby soutěž přilákala větší zájem veřejnosti, rozhodla se federace nahradit vyřazovací způsob za systém základních skupin. Kluby byly rozděleny do 9 skupin a každý vítěz své skupiny postoupil do čtvrtfinále.
Nejúspěšnějším týmem 70. let se stal Milán, kterému se z pěti odehraných finále podařilo třikrát vyhrát. Obzvlášť v roce 1976/77, když porazil ve finále městského rivala Inter. Pozoruhodné byly také výkony Palerma. I když hrálo ve 2. lize, zahrálo si dvakrát finále.

## Vítězové
- 1922:  Vado (1. vítězství)
- 1926/27: nedohráno
- 1935/36:  Turín (1)
- 1936/37:  Janov (1)
- 1937/38:  Juventus (1)
- 1938/39:  Ambrosiana-Inter (1)
- 1939/40:  Fiorentina (1)
- 1940/41:  Benátky (1)
- 1941/42:  Juventus (2)
- 1942/43:  Turín (2)
- 1944 až 1957 se nehrálo
- 1958:  Lazio (1)
- 1958/59:  Juventus (3)
- 1959/60:  Juventus (4)
- 1960/61:  Fiorentina (2)
- 1961/62:  Neapol (1)
- 1962/63:  Atalanta (1)
- 1963/64:  Řím (1)
- 1964/65:  Juventus (5)
- 1965/66:  Fiorentina (3)
- 1966/67:  Milán (1)
- 1967/68:  Turín (3)
- 1968/69:  Řím (2)
- 1969/70:  Boloňa (1)
- 1970/71:  Turín (4)
- 1971/72:  Milán (2)
- 1972/73:  Milán (3)
- 1973/74:  Boloňa (2)
- 1975/75:  Fiorentina (4)
- 1975/76:  Neapol (2)
- 1976/77:  Milán (4)
- 1977/78:  Inter (2)
- 1978/79:  Juventus (6)
- 1979/80:  Řím (3)
- 1980/81:  Řím (4)
- 1981/82:  Inter (3)
- 1982/83:  Juventus (7)
- 1983/84:  Řím (5)
- 1984/85:  Sampdoria (1)
- 1985/86:  Řím (6)
- 1986/87:  Neapol (3)
- 1987/88:  Sampdoria (2)
- 1988/89:  Sampdoria (3)
- 1989/90:  Juventus (8)
- 1990/91:  Řím (7)
- 1991/92:  Parma (1)
- 1992/93:  Turín (5)
- 1993/94:  Sampdoria (4)
- 1994/95:  Juventus (9)
- 1995/96:  Fiorentina (5)
- 1996/97:  Vicenza (1)
- 1997/98:  Lazio (2)
- 1998/99:  Parma (1)
- 1999/00:  Lazio (3)
- 2000/01:  Fiorentina (6)
- 2001/02:  Parma (3)
- 2002/03:  Milán (5)
- 2003/04:  Lazio (4)
- 2004/05:  Inter (4)
- 2005/06:  Inter (5)
- 2006/07:  Řím (8)
- 2007/08:  Řím (9)
- 2008/09:  Lazio (5)
- 2009/10:  Inter (6)
- 2010/11:  Inter (7)
- 2011/12:  Neapol (4)
- 2012/13:  Lazio (6)
- 2013/14:  Neapol (5)
- 2014/15:  Juventus (10)
- 2015/16:  Juventus (11)
- 2016/17:  Juventus (12)
- 2017/18:  Juventus (13)
- 2018/19:  Lazio (7)
- 2019/20:  Neapol (6)
- 2020/21:  Juventus (14)
- 2021/22:  Inter (8)
- 2022/23:  Inter (9)
- 2023/24:  Juventus (15)
- 2024/25:  Boloňa (3)

## Celková statistika
| Klub       | Vítězné finále | Vítězné sezony |
| Juventus   | 15             | 1937/38, 1941/42, 1958/59, 1959/60, 1964/65, 1978/79, 1982/83, 1989/90, 1994/95, 2014/15, 2015/16, 2016/17, 2017/18, 2020/21, 2023/24 |
| Řím        | 9              | 1963/64, 1968/69, 1979/80, 1980/81, 1983/84, 1985/86, 1990/91, 2006/07, 2007/08                                                       |
| Inter      | 9              | 1938/39, 1977/78, 1981/82, 2004/05, 2005/06, 2009/10, 2010/11, 2021/22, 2022/23                                                       |
| Lazio      | 7              | 1958, 1997/98, 1999/00, 2003/04, 2008/09, 2012/13, 2018/19                                                                            |
| Fiorentina | 6              | 1939/40, 1960/61, 1965/66, 1974/75, 1995/96, 2000/01                                                                                  |
| Neapol     | 6              | 1961/62, 1975/76, 1986/87, 2011/12, 2013/14, 2019/20                                                                                  |
| Milán      | 5              | 1966/67, 1971/72, 1972/73, 1976/77, 2002/03                                                                                           |
| Turín      | 5              | 1935/36, 1942/43, 1967/68, 1970/71, 1992/93                                                                                           |
| Sampdoria  | 4              | 1984/85, 1987/88, 1988/89, 1993/94 |
| Boloňa     | 3              | 1969/70, 1973/74, 2024/25 |
| Parma      | 3              | 1991/92, 1998/99, 2001/02 |
| Atalanta   | 1              | 1962/63 |
| Janov      | 1              | 1936/37 |
| Benátky    | 1              | 1940/41 |
| Vado       | 1              | 1922 |
| Vicenza    | 1              | 1996/97 |